# Marcell Jansen
Marcell Jansen (* 4. November 1985 in Mönchengladbach) ist ein ehemaliger deutscher Profi-Fußballspieler und heutiger -funktionär. Er war während seiner Profikarriere für Borussia Mönchengladbach, den FC Bayern München, mit dem er 2008 das Double gewann, und den Hamburger SV aktiv. Mit der deutschen Nationalmannschaft nahm Jansen, der meist als Linksverteidiger oder im linken Mittelfeld eingesetzt wurde, an den Weltmeisterschaften 2006 und 2010 sowie an der Europameisterschaft 2008 teil. Im Sommer 2015 beendete er im Alter von 29 Jahren seine Profikarriere.
Jansen saß von Februar 2018 bis Januar 2024 im Aufsichtsrat der HSV Fußball AG und war von Ende März 2020 bis Ende November 2021 der Vorsitzende des Gremiums. Von Januar 2022 bis Februar 2023 übernahm er diese Aufgabe erneut. Vom 7. August 2021 bis zum 21. Juni 2025 war er zudem zum zweiten Mal Präsident des Hamburger SV e. V.

## Karriere als Spieler

### Im Verein

#### Borussia Mönchengladbach

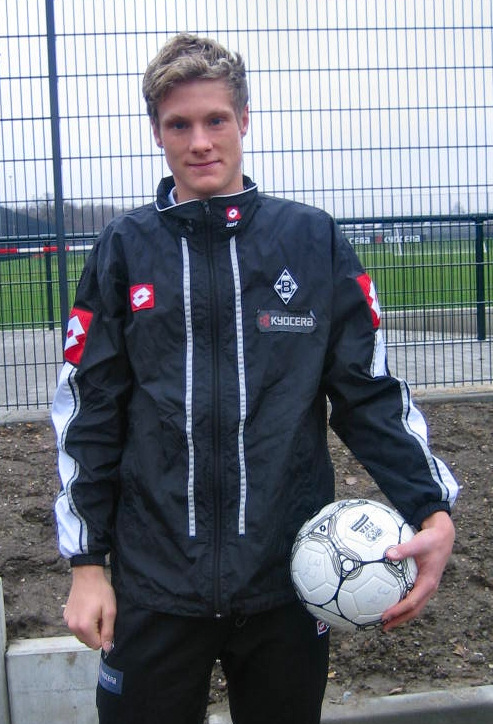
Jansen bei Borussia Mönchengladbach

Vom SV Mönchengladbach wechselte Jansen 1993 in die Jugendabteilung von Borussia Mönchengladbach und durchlief alle Jugendmannschaften. Im Mai 2004 spielte Jansen erstmals mit den Amateuren in der viertklassigen Oberliga Nordrhein. Sein erstes Bundesligaspiel absolvierte er am 4. Dezember 2004 (16. Spieltag der Saison 2004/05) bei der 0:6-Niederlage im Auswärtsspiel gegen Hertha BSC. In der Winterpause der Saison 2004/05 verpflichtete ihn Dick Advocaat in den Profikader von Borussia Mönchengladbach. In der Rückrunde 2004/05 setzte er sich gegen seine Mitspieler Filip Daems und Mannschaftskapitän Christian Ziege durch und kam in jedem Spiel zum Einsatz. Sein erstes Bundesligator erzielte er am 3. April 2005 (27. Spieltag) beim 2:2 im Heimspiel gegen den VfL Bochum mit dem Treffer zum 2:0 in der 52. Minute. Am 14. Mai 2005 (33. Spieltag) trug er beim 0:0 im Heimspiel gegen Hertha BSC zum 15. Tabellenplatz und damit zum vorzeitigen Klassenerhalt gegenüber dem Ligakonkurrenten VfL Bochum bei.
In der Saison 2005/06, in der sich Borussia Mönchengladbach größtenteils in der oberen Tabellenhälfte befand und um die Europapokalränge mitspielte, bestritt Jansen 32 Bundesligaspiele (31-mal in der Startelf) und erzielte drei Tore. In der Saison 2006/07, in der die Borussia anders als in der Vorsaison durchgehend gegen den Abstieg spielte, absolvierte Jansen 23 Spiele und erzielte ein Tor. Nach sechs Spieltagen in der Startelf kam er für den Rest der Hinrunde nicht mehr zum Einsatz. In der Rückrunde absolvierte er alle 17 Spiele. Ausgewechselt wurde er einmal. Am Ende stieg Borussia Mönchengladbach als Tabellenletzter in die 2. Bundesliga ab.

#### FC Bayern München
Vor der Saison 2007/08 wechselte Jansen zum FC Bayern München und erhielt einen Vierjahresvertrag. Beim Rekordmeister war er zeitweise Stammspieler und stand vom 5. bis zum 11. Spieltag sowie vom 22. bis zum 34. Spieltag fast durchgehend in der Startelf. Vor dem ersten Bundesligaspiel am 11. August 2007 beim 3:0-Sieg im Heimspiel gegen Hansa Rostock bestritt Jansen drei Ligapokalspiele und eines von drei DFB-Pokalspielen. Des Weiteren bestritt er zehn UEFA-Pokal-Spiele. Am Saisonende gewann er mit die deutsche Meisterschaft und den DFB-Pokal. Im UEFA-Pokal hingegen schied er mit der Mannschaft im Halbfinale gegen den russischen Meister Zenit Sankt Petersburg aus.

#### Hamburger SV

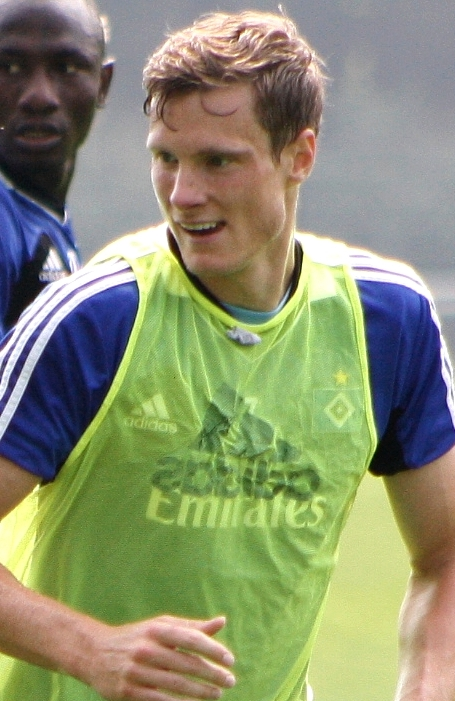
Marcell Jansen beim Training des HSV (2013)

Nach nur einem Jahr verließ Jansen den FC Bayern München und wechselte Ende August 2008 zum Ligakonkurrenten Hamburger SV, bei dem er einen bis 30. Juni 2013 gültigen Vertrag unterschrieb. Sein erstes Spiel für die Hanseaten absolvierte er am 30. August 2008 (3. Spieltag) beim 4:2-Sieg im Auswärtsspiel gegen Arminia Bielefeld. Am 22. Februar 2009 (21. Spieltag) gewann der Hamburger SV mit 2:1 bei Bayer 04 Leverkusen, beide Treffer erzielte Jansen – seine Premieren-Treffer und sein erster doppelter Torerfolg in der Bundesliga. Wettbewerbsübergreifend erzielte er vier Tore, gab fünf Vorlagen und belegte mit dem HSV den fünften Platz in der Meisterschaft, der zur Teilnahme an der Europa League berechtigte. Im UEFA-Pokal, dem Vorgänger der Europa League, stießen die Hamburger bis in das Halbfinale vor, in dem sie sich im Nordderby gegen Werder Bremen mit 3:3 aufgrund der Auswärtstorregel geschlagen geben mussten; Jansen hatte 11 der 14 Partien bestritten. Auch im DFB-Pokal schied er mit seinem Verein wieder erst im Halbfinale und erneut gegen Werder Bremen mit 1:3 im Elfmeterschießen aus.
Trotz einer Verletzung zu Beginn gilt die Saison 2009/10 als beste seiner Karriere: Jansen erzielte in 18 Ligapartien sechs Tore. In der Europa League erreichte der HSV erneut das Halbfinale, verlor aber nach dem 0:0 gegen den FC Fulham knapp mit 1:2 dort im Rückspiel; in diesem Wettbewerb erzielte er drei Tore in acht Spielen. In der Folgesaison waren Jansens Einsätze durch zahlreiche Verletzungen und Erkrankungen eingeschränkt, sodass er zwischen dem 9. und dem 20. Spieltag kein Spiel bestreiten konnte. Während Jansen nur zu 16 Spieleinsätzen kam und dabei zweimal traf, wurde Dennis Aogo sein Konkurrent in der Abwehr.
In der Spielzeit 2011/12 kam Jansen zu 29 Einsätzen, wobei er 26-mal in der Startelf gestanden hatte. Dabei setzte er sich zu Beginn der Saison gegen seinen Konkurrenten Aogo durch. Neben einer Vorlage nach der Einwechslung im ersten Spiel erzielte er fünf Tore. In der Saison 2012/13 bestritt er 28 Spiele in der Startelf, gab drei Vorlagen und erzielte einen Treffer. In der Saison 2013/14 beförderte der neue HSV-Trainer Bert van Marwijk Jansen als Ersatz für den verletzten Rafael van der Vaart zum Kapitän des HSV. Nachdem er unter Trainer Thorsten Fink in vier von sieben Spielen nicht zum Einsatz gekommen war, gelang Jansen im ersten Spiel unter van Marwijk beim 2:2 am 28. September 2013 (7. Spieltag) im Auswärtsspiel gegen Eintracht Frankfurt sein erstes Saisontor. Unter van Marwijk wurde Jansen nur bei einem Bundesligaspiel nicht eingesetzt. Kurz nach der Verpflichtung von Mirko Slomka fiel Jansen bis zum Saisonende aufgrund einer Verletzung im Länderspiel aus und kam daher nur auf 20 Einsätze nebst vier Vorlagen und einem Tor. Am 32. Spieltag gab er gegen den FC Augsburg sein Comeback. In jener Spielzeit stand er insgesamt in 21 Partien zum Einsatz. Der HSV belegte mit 27 Punkten den 16. Platz und qualifizierte sich für die Teilnahme an der Relegation, in der sich die Hanseaten gegen die SpVgg Greuther Fürth durchsetzten (0:0/1:1).
Eine Saison später kam er an den ersten beiden Spieltagen zum Einsatz, ehe er wegen eines Muskelfaserrisses im Adduktorenbereich ausfiel. In der Folge kam er bis zum elften Spieltag einschließlich in allen Partien zum Einsatz. Danach fiel er wegen Adduktorenbeschwerden für die restlichen Spiele der Hinrunde aus. Am 31. Januar 2015 absolvierte er am 18. Spieltag im Heimspiel gegen den 1. FC Köln seine Rückkehr. Vom 22. bis 27. Spieltag fiel Jansen wegen eines Muskelfaserrisses aus. Am 25. April 2015 gab er beim 3:2-Sieg am 30. Spieltag gegen den FC Augsburg sein Comeback, als er in der 67. Minute für Ivo Ilicevic eingewechselt wurde. Sein letztes Spiel als Aktiver absolvierte Jansen am 15. Mai 2015 am 33. Spieltag beim VfB Stuttgart; für das letzte Spiel gegen den FC Schalke 04 fiel er wegen einer Muskelzerrung aus. Der HSV belegte mit einem 2:0-Sieg am letzten Spieltag gegen den FC Schalke 04 den 16. Tabellenplatz und qualifizierte sich somit erneut für die Relegation, in der er sich gegen den Karlsruher SC durchsetzen konnte. Jansens Vertrag mit dem HSV lief bis zum 30. Juni 2015. Nach Auslaufen des Vertrages verließ er den Verein und gab im Alter von 29 Jahren im Juli 2015 sein Karriereende bekannt. Er verlautbarte, dass er Fußball nur noch als Hobby sehe und neue Projekte im Kopf habe, wie ein Start-up. Der ehemalige Nationalspieler und Sportdirektor von Bayer 04 Leverkusen Rudi Völler übte harsche Kritik an Jansens frühem Karriereende. Völler: „Dafür habe ich kein Verständnis. Wer so etwas macht, hat den Fußball nie geliebt“. Jansen: „Herr Völler hatte Recht, das Fußball-Geschäft habe ich nie geliebt aber akzeptiert, denn das Fußball-Geschäft hat mir vieles ermöglicht und dafür bin ich sehr dankbar! Dennoch kann ich sagen, dass mein Leben schon vor meiner Karriere als Profi mindestens genau so lebenswert war!“

#### Comeback als Amateur
Nachdem Jansen bereits einige Male am Training der dritten Mannschaft des HSV, die nicht zur professionellen Abteilung, sondern zum Breitensportangebot des Vereins zählt, teilgenommen hatte, erhielt er in der Winterpause der Saison 2017/18 einen Spielerpass und wurde am 30. Januar 2018 als „Neuzugang“ vorgestellt. Jansen kündigte an, dass er so oft wie möglich mit der Mannschaft trainieren wolle, ließ einen Einsatz in der fünftklassigen Oberliga Hamburg aufgrund des „teilweise sehr gut[en]“ Niveaus jedoch zunächst offen. Er kam bis zum Saisonende auf einen Startelf- und drei Kurzeinsätze. Am Saisonende stieg Jansen mit der Mannschaft in die Landesliga Hamburg ab.

„Als mein Hobby dann mit 18 Jahren zum Beruf wurde, hatte ich es verloren. Ich habe mir aber immer gewünscht, den Fußball auch als Hobby zurückzuerhalten.“

Als Meister der Staffel Hammonia folgte mit Jansen, der 11-mal auflief, jedoch ein Jahr später der unmittelbare Wiederaufstieg.

### In der Nationalmannschaft

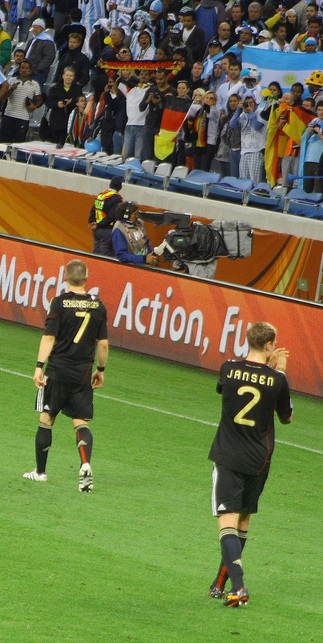
Marcell Jansen (r.) und Bastian Schweinsteiger bei der WM 2010

Am 16. November 2004 spielte Jansen erstmals im Nationaltrikot der U-21-Nationalmannschaft in Cottbus gegen die Auswahl polnische Mannschaft (1:1). Am 8. Februar 2005 erzielte er in Wrexham mit dem Treffer zum 4:0-Endstand gegen die walisische Auswahl sein einziges Länderspieltor für diese Auswahlmannschaft.
Am 3. September 2005 kam er zu seinem 45-minütigen A-Länderspieldebüt, als er in Bratislava im Testspiel gegen die Auswahl der Slowakei zur zweiten Halbzeit eingewechselt wurde. Er gehörte nach sechs weiteren Einsätzen, darunter fünf in der Startelf, im Vorfeld des Turniers als jüngster Spieler zum Aufgebot der A-Nationalmannschaft für die Weltmeisterschaft 2006. Im Spiel um den dritten Platz gegen die Auswahl Portugals kam er erstmals bei einer WM zum Einsatz; außerdem bestritt er dabei sein erstes Pflichtspiel. Am 14. August 2006 wurde er, wie alle Spieler des WM-Kaders, mit dem Silbernen Lorbeerblatt geehrt.
Nach der WM nahm er an acht der zwölf Qualifikationsspiele für die Endrunde der Europameisterschaft 2008 teil. Dabei erzielte er am 2. Juni 2007 sein erstes Länderspieltor beim 6:0 gegen die Auswahl San Marinos. Für die Europameisterschaft 2008 wurde er von Bundestrainer Joachim Löw erneut ins Aufgebot der Nationalmannschaft berufen. Während des Turniers nahm er an fünf der insgesamt sechs deutschen Spiele teil, jedoch nur bei dem Auftaktspiel gegen die Auswahl Polens über die volle Spielzeit, und wurde Vizeeuropameister.
Verletzungsbedingt bestritt Jansen nur zwei von zehn Qualifikationsspielen für die WM 2010. Beim 4:0-Sieg gegen die Auswahl Liechtensteins am 28. März 2009 erzielte er sein zweites Länderspieltor. Vor der WM-Vorbereitung absolvierte er ansonsten keine Partie mehr, wurde aber dennoch für die Weltmeisterschaft 2010 in Südafrika nominiert. Viermal kam er dabei zum Einsatz, darunter drei Einwechslungen gegen Ghana, Argentinien und gegen Spanien. Im Spiel um den dritten Platz gegen die Auswahl Uruguays spielte Jansen dann erstmals von Beginn an. Sein in seiner Karriere dritter Treffer zum 2:2 bedeutete nicht nur den Ausgleich, sondern auch sein erstes Tor während einer Weltmeisterschaft. Deutschland gewann das Spiel mit 3:2 und belegte den dritten Platz.
Nach dem ersten EM-Qualifikationsspiel in Brüssel im September 2010 gegen die Auswahl Belgiens fand er fast drei Jahre lang keine Berücksichtigung mehr, und gehörte auch nicht zum Kader für die Europameisterschaft 2012. Am 24. März 2013 erhielt er wieder eine Einladung für die DFB-Auswahl, als er von Bundestrainer Löw für das WM-Qualifikationsspiel am 26. März 2013 im Frankenstadion zu Nürnberg gegen die Auswahl Kasachstans nachträglich nominiert wurde. Er wurde in der Nachspielzeit für Marco Reus eingewechselt und kam in den folgenden Monaten wieder regelmäßig zum Einsatz. Er spielte in sieben der neun verbleibenden Partien im Kalenderjahr 2013. Dabei profitierte er vor allem davon, dass Jérôme Boateng seit dieser Zeit in der Innenverteidigung zum Einsatz kam und Philipp Lahm für ihn auf die rechte Außenseite rückte. Dadurch wurde der linke Platz für Jansen und seinen Konkurrenten Marcel Schmelzer frei.
Am 5. März 2014, im letzten Spiel vor der Kadernominierung zur Weltmeisterschaft 2014 gegen die Auswahl Chiles, spielte er letztmals für die deutsche Nationalelf; er stand, wie schon in einigen Spielen zuvor, in der Startelf. In einem Zweikampf trat ihm Mauricio Isla auf den Knöchel. Dabei riss sich Jansen das Außenband im rechten Sprunggelenk. Trotz langer Verletzungspause wurde er am 8. Mai 2014 zwei Wochen nach seiner Rückkehr in die Bundesliga in den vorläufigen Kader der Weltmeisterschaft berufen. Aufgrund der Relegationsspiele um den Klassenerhalt des Hamburger SV konnte er sich jedoch nicht beim Testspiel gegen Polen präsentieren und wurde schließlich bereits vor dem Trainingslager aus dem Aufgebot gestrichen. Marcell Jansen ist (Stand: 21. Juni 2025) der letzte deutsche A-Nationalspieler, der beim HSV unter Vertrag stand.

## Titel und Auszeichnungen
Titel
- Deutscher Meister: 2008 (FC Bayern München)
- Deutscher Pokalsieger: 2008 (FC Bayern München)
- Deutscher Ligapokalsieger: 2007 (FC Bayern München)

Auszeichnungen
- Silbernes Lorbeerblatt: 2006, 2010

## Karriere als Funktionär
Am 6. Februar 2018 wurde Jansen von der Hauptversammlung der HSV Fußball AG in den Aufsichtsrat gewählt. Am 19. Januar 2019 wurde er zum Präsidenten des Hamburger SV e. V. gewählt und ist seither geborenes Mitglied im Aufsichtsrat der HSV Fußball AG. Am 28. März 2020 wurde Jansen im Zuge der Freistellung des Vorstandsvorsitzenden Bernd Hoffmann und des Rücktritts des bisherigen Aufsichtsratsvorsitzenden Max-Arnold Köttgen zum Vorsitzenden des Aufsichtsrats gewählt.
Anfang 2021 eskalierte ein Streit zwischen Jansen und den Vizepräsidenten Thomas Schulz und Moritz Schaefer, die 2018 in einem Team mit Bernd Hoffmann ins Präsidium gewählt worden waren, um die Besetzung des Aufsichtsrats der HSV Fußball AG, dessen Mitglieder der HSV e. V. als Hauptgesellschafter benennt. Der Ehrenrat des Vereins stellte im Januar 2021 einen Abwahlantrag gegen Schulz. Das Präsidium konnte sich allerdings innerhalb einer dreiwöchigen Frist nicht auf einen Termin für die nötige außerordentliche Mitgliederversammlung einigen. Am 16. Februar 2021 trat das HSV-Präsidium geschlossen zurück; Jansen verblieb bis zur nächsten ordentlichen Mitgliederversammlung im Aufsichtsrat der HSV Fußball AG.
Am 7. August 2021 wurde Jansen in einem Team mit den Vizepräsidenten Bernd Wehmeyer und Michael Papenfuß erneut zum Präsidenten gewählt. Er erhielt 69 Prozent der Stimmen; einen Gegenkandidaten gab es nicht. Ende November 2021 gab er den Aufsichtsratsvorsitz der AG an Thomas Wüstefeld ab, blieb dem Gremium aber erhalten. Wüstefeld rückte nach dem Abgang des Finanzvorstands Frank Wettstein Anfang Januar 2022 für ein Jahr kommissarisch in den Vorstand und ließ sein Aufsichtsratsmandat für diesen Zeitraum ruhen. Jansen übernahm daraufhin erneut den Aufsichtsratsvorsitz.
Auf der Mitgliederversammlung im Januar 2023 überstand Jansen einen Abwahlantrag; 73,4 Prozent der anwesenden Mitgliedern stimmten gegen seine Ablösung. Ende Februar 2023 gab er den Aufsichtsratsvorsitz der HSV Fußball AG an Papenfuß ab. Auf der Mitgliederversammlung im Januar 2024 wurde die Satzung dahingehend geändert, dass der Präsident des HSV e. V. kein geborenes Mitglied im Aufsichtsrat der HSV Fußball AG mehr ist, sondern das Präsidium einen Vertreter seiner Wahl entsenden kann. Einige Tage später legte Jansen sein Aufsichtsratmandat nieder.
Auf der Mitgliederversammlung im Juni 2025 wurde Henrik Köncke mit einer Mehrheit von 65,71 Prozent zu Jansens Nachfolger gewählt.

## Karriere als Unternehmer und Investor
Nach seiner Profikarriere betätigte sich Jansen als Unternehmer und investierte in verschiedene Start-ups. In Hamburg betreibt er mehrere Sanitätshäuser.

## Soziales Engagement und Privates
Jansen unterstützt das Projekt „Hamburger Weg“, eine Sponsoring-Initiative des HSV und in Hamburg ansässiger Unternehmen unter der Schirmherrschaft des Hamburger Senats, die hilfsbedürftige Hamburger unterstützt. Zudem engagiert er sich für den bundesweiten Schulwettbewerb „Mathe macht das Tor“, der die Mathematikfähigkeiten von Schülern fördern soll. Zudem ist er Mitglied im Kuratorium der Deutschen Kinderkrebsnachsorge – Stiftung für das chronisch kranke Kind in Tannheim bei Villingen-Schwenningen, die sich für chronisch kranke Kinder und deren Familien einsetzt. Seine Mutter arbeitete als Kassiererin bei Aldi Süd, sein Vater als Warenannahmeleiter bei Kaiser’s. Auf die Hüfte ließ er sich ein selbst verfasstes Gedicht tätowieren.
Im Jahr 2020 beantragte und bezog Marcell Jansen, trotz seiner Aktivität bei den Amateuren des Hamburger SV, Verletztenrente. Aus der gesetzlichen Unfallversicherung standen ihm wegen vier schwerwiegender Verletzungen gleich mehrere lebenslange Renten oder mehrere hunderttausend Euro Entschädigung steuerfrei zu.